# Bellonella rigida
Bellonella rigida är en korallart som beskrevs av Pütter 1900. Bellonella rigida ingår i släktet Bellonella och familjen läderkoraller. Inga underarter finns listade i Catalogue of Life.